# Биста Стојана Љубића у Лесковцу
Биста народног хероја Стојана Љубића откривена је 8. октобра 1953. године у парку у Лесковцу. На отварању је говорио генерал-мајор Воја Радић, а аутор бисте је проф. Душан Николић.

## Биографија
Стојан Љубић (1916-1943) је рођен у Вујанову (Пуста Река). Био је студент права. Окупација Краљевине Југославије 1941. године затекла га је у Београду. Учествовао је у диверзантским акцијама. Био је борац је и командир у Посавском народноослободилачком партизанском одреду. Дошао је у родни крај и укључио се у Народноослободилачки покрет у коме је вршио значајне војне и партијске дужности. Био је командант Друге Народноослободилачке бригаде Народноослободилачке војске Југославије. У борбама против четника Драже Михаиловића погинуо је у Косанчићу 15. децембра 1943. године. За народног хероја проглашен је 9. маја 1945. године.